# Edwardstone
Edwardstone (352 ab. ca.) è un villaggio e parrocchia civile della contea inglese del Suffolk (East Anglia, Inghilterra centro-orientale), facente parte del distretto di Babergh. La parrocchia civile comprende Mill Green, Priory Green, Round Maple e Sherbourne Street. Appare con il nome di Eduardestuna nel Domesday Book del 1086.